# Border Bulldogs
Border Bulldogs (do 1995 r. jako „Border”) – południowoafrykańska drużyna rugby union reprezentująca wschodnią część Prowincji Przylądkowej Wschodniej głównie w rozgrywkach Currie Cup. Swoje spotkania rozgrywa na mieszczącym 15 tysięcy widzów Buffalo City Stadium w East London.
Częściowo z uwagi na swoje położenie (do właściwości Bulldogs przynależy także obszar dawnych bantustanów Ciskei i Transkei) drużyna stanowiła kuźnię czarnoskórych talentów – w ekipie z East London zauważyć można większą niż gdzie indziej reprezentację ludności murzyńskiej. W drugiej dekadzie XXI wieku odsetek ten nierzadko sięgał 90%.

## Historia
Border Rugby Union (BRU), a więc regionalny związek „Pogranicza” rugby założono w 1891 roku. W pierwszych kilkudziesięciu latach zawodnicy z regionu Border odgrywali znaczną rolę w rozwoju południowoafrykańskiego rugby. Zespół dwukrotnie sięgał po medal w Currie Cup – w 1932 i 1934 – za każdym razem wspólnie z drużyną Western Province. Do końca lat 50. 13 zawodników z regionalnej drużyny trafiło do kadry narodowej. Zespół regularnie mierzył się z reprezentacjami narodowymi odwiedzającymi Południową Afrykę – gracze spod znaku BRU zdołali wówczas wygrać z „All Blacks” (1949), British Lions (1955) czy Włochami (1973).
W 1995 roku, w dobie profesjonalizacji rugby, drużyna włączyła do swojej nazwy towarzyszący jej przydomek „Bulldogs”.
Najwięcej meczów w barwach drużyny BRU rozegrał Wayne Weyer (183), najwięcej punktów zdobył Greg Miller (672), zaś najwięcej przyłożeń Alistair Alexander (44).

## Osiągnięcia
- Currie Cup (2): 1932, 1934[1][2]
- Vodacom Shield: 2003[1][2]